# Christelle Diallo
Christelle Diallo (Issy-les-Moulineaux, 12 marzo 1993) è una cestista francese.